# Wilhelm Löffler

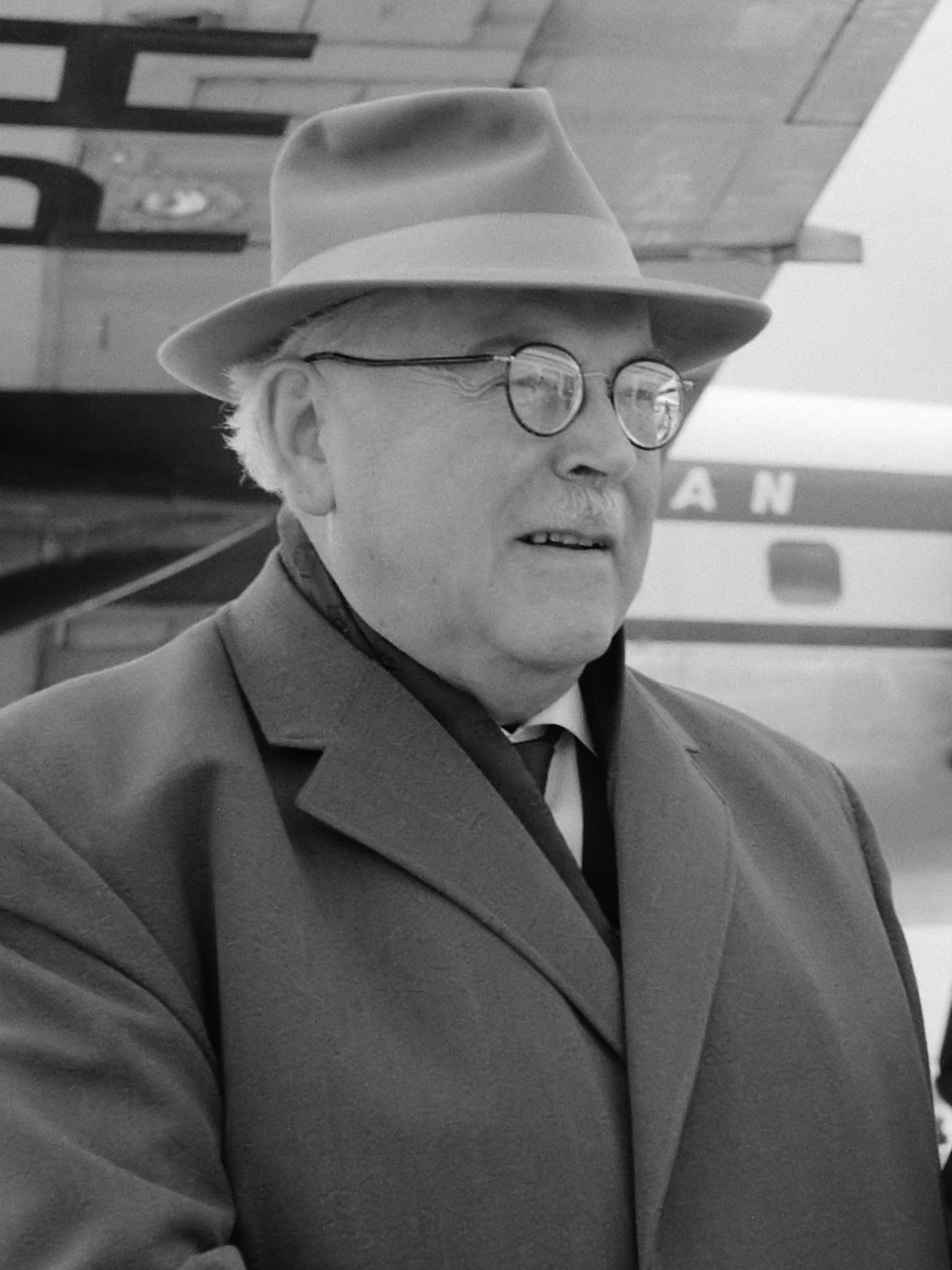
Wilhelm Löffler (1961)

Wilhelm Löffler (* 28. Juni 1887 in Basel; † 25. November 1972 in Zürich; heimatberechtigt in Basel) war ein Schweizer Internist.

## Leben
Wilhelm Löffler, Sohn des Kaufmanns Karl Egon Eduard Löffler, widmete sich einem Studium der Medizin an den Universitäten Genf, Basel und Wien, das er 1911 mit dem Erwerb des akademischen Grades eines Dr. med. abschloss. In der Folge war er zunächst bis 1912 am Institut für Pathologie des Universitätsspitals Basel, anschliessend bis 1913 am Physiologisch-Chemischen Institut der Universität Straßburg unter Franz Hofmeister und schliesslich bis 1921 wieder am Universitätsspital Basel unter Rudolf Staehelin tätig.
Nach seiner 1917 erfolgten Habilitation für Innere Medizin in Basel wurde er 1921 zum ausserordentlichen Professor der Universität Zürich und Leiter der Poliklinik Zürich ernannt. In den Jahren 1937 bis 1957 wirkte Löffler in der Nachfolge von Otto Naegeli als ordentlicher Professor und Direktor der Medizinischen Klinik und hielt anschliessend noch bis 1971 Vorlesungen. 1955 wurde Wilhelm Löffler die Betreuung des an Thrombophlebitis leidenden Thomas Mann übertragen.
Wilhelm Löffler heiratete im Jahr 1914 die gebürtige Baslerin Anna Ida geborene Herzog (1884–1942). Sie hatten drei Kinder: Hans Löffler (1916–1997), Mediziner und Mikrobiologe, Susanna Woodtli (1920–2019), Germanistin, Historikerin und Feministin, und Peter Löffler, Regisseur und Theaterleiter. Wilhelm Löffler verstarb am 25. November 1972 fünf Monate nach Vollendung seines 85. Lebensjahres in Zürich.

## Wirken
Der vielseitige Mediziner Löffler führte in der Schweiz den Gebrauch von Insulin ein. Er beschrieb als Erster die beiden Krankheitsbilder flüchtige Lungeninfiltrate mit Eosinophilie (1932) sowie Endocarditis parietalis fibroplastica (1936). Wilhelm Löffler publizierte Bedeutendes über die Verhütung und Bekämpfung der Tuberkulose, vor allem Reihenuntersuchungen mittels Schirmbildverfahren, und ihre Geschichte. Das Löffler-Syndrom wurde nach ihm benannt.
1960 bis 1964 stand er als Präsident der 1943 gegründeten  SAMW vor.

## Veröffentlichungen (Auswahl)
- Ueber das Verhalten des Gaswechsels beim Diabetes nach Zufuhr von reinen Eiweisskörpern und reinen Kohlenhydraten, 1919.
- Grenzen und Fehlerquellen in der Röntgen-Diagnose der Lungen-Tuberkulose, 1931.
- Erfahrungen über Enzephalographie und Hirnpunktion, 1931.
- Beitrag zur Orthodiagraphie des Herzens und der großen Gefäße: Eine Methode zur einfachen Kennzeichnung des Zentralstrahles bei fixiertem Leuchtschirm, 1933.
- Febris undulans Bang als Unfall und als Berufskrankheit, 1934.
- Zur Sulfanilamidtherapie der Pneumonien (Dagénan und Ciba 3714), 1940.
- Wirksamkeit verschiedener Sulfanilamidpräparate, 1941.
- Der Gichtanfall als allergische Erscheinung, 1943.
- Über die Häufung von „Icterus simplex“ bei Diabetes, 1943.